# Hungarian International 1994
Die Hungarian International 1994 fanden vom 3. bis zum 6. November 1994 in Budapest statt. Es war die 19. Auflage dieser internationalen Meisterschaften im Badminton von Ungarn.

## Sieger und Platzierte
| Disziplin    | Gold                             | Silber                        | Bronze                                   |
| ------------ | -------------------------------- | ----------------------------- | ---------------------------------------- |
| Herreneinzel | Martin Lundgaard Hansen          | Robert Nock                   | Marek Bujak                              |
| Herreneinzel | Martin Lundgaard Hansen          | Robert Nock                   | Heimo Götschl                            |
| Dameneinzel  | Anne Søndergaard                 | Elena Nozdran                 | Katarzyna Krasowska                      |
| Dameneinzel  | Anne Søndergaard                 | Elena Nozdran                 | Jitka Lacinová                           |
| Herrendoppel | Robert Mateusiak Damian Pławecki | Kai Mitteldorf Uwe Ossenbrink | James Anderson Ian Pearson               |
| Herrendoppel | Robert Mateusiak Damian Pławecki | Kai Mitteldorf Uwe Ossenbrink | Ricardo Fernandes Fernando Silva         |
| Damendoppel  | Sarah Hardaker Rebecca Pantaney  | Kelly Morgan Anne Søndergaard | Jitka Lacinová Eva Lacinová              |
| Damendoppel  | Sarah Hardaker Rebecca Pantaney  | Kelly Morgan Anne Søndergaard | Victoria Evtushenko Elena Nozdran        |
| Mixed        | Ian Pearson Sarah Hardaker       | Kai Mitteldorf Nicol Pitro    | Uwe Ossenbrink Viola Rathgeber           |
| Mixed        | Ian Pearson Sarah Hardaker       | Kai Mitteldorf Nicol Pitro    | Vladislav Druzchenko Victoria Evtushenko |